# 逆成
逆成（ぎゃくせい）とは、造語法の一つで、語の一部を形態素と誤解し、あるいはそのように見なすことにより、その「元の」形態の語を新たに作ること。
例えば、「たそがれ」（「誰そ彼」に由来）から出来た語に「たそがれる」がある。これは「たそがれ」の最終音節を動詞の連用形または派生名詞の語尾と見なし（または誤解し）、その動詞を逆成したものである。英語の例としては、名詞sightseeing（観光、sight-seeingに由来する）から逆成された動詞sightsee（観光する）などがある。